# Nicolás Oróz
Nicolás Adrián Oróz (Villa Mercedes, 1º aprile 1994) è un calciatore argentino, centrocampista dell'Argentinos Juniors.

## Caratteristiche tecniche
È un centrocampista di contenimento.

## Palmarès

### Club
- Campionato argentino: 1

Racing Club: 2014
- Supercopa Internacional: 1

Racing Club: 2022